# Filipijnen op de Olympische Zomerspelen 1952
De Filipijnen namen deel aan de Olympische Zomerspelen 1952 in Helsinki, Finland. Opnieuw werden geen medailles gewonnen.

## Resultaten per onderdeel

### Atletiek
| Olympiër      | Discipline       | Resultaat | Prestatie                            |
| ------------- | ---------------- | --------- | ------------------------------------ |
| Andres Franco | hoogspringen (m) | 31e       | kwalificatie groep A: 16de met 1,84m |

### Basketbal
| Olympiër | Discipline | Resultaat | Prestatie |
| --- | ---------- | --------- | --- |
| Florentino Bautista Ramon Campos Jr. Antonio Genato José Gochangco Rafael Hechanova Sr. Eduardo Lim Carlos Loyzaga Antonio Martinez Ponciano Saldana Meliton Santos Antonio Tantay Mariano "Nano" Tolentino | mannen     | 9e        | voorronde: 1ste W van Israël: 57-47 W van Hongarije: 48-35 groep C: 3de V van Argentinië: 59-85 V van Brazilië: 52-71 W van Canada: 81-65 |

| Groep 3 |            |             |             |             |            |            |            |        |
| №       | Land       | Wedstrijden | Wedstrijden | Wedstrijden | Doelpunten | Doelpunten | Doelpunten | Punten |
| №       | Land       | G           | W           | V           | V          | T          | Saldo      | Punten |
| 1       | Argentinië | 3           | 3           | 0           | 239        | 196        | +43        | 6      |
| 2       | Brazilië   | 3           | 2           | 1           | 184        | 179        | +5         | 5      |
| 3       | Filipijnen | 3           | 1           | 2           | 192        | 221        | -29        | 4      |
| 4       | Canada     | 3           | 0           | 3           | 201        | 220        | -19        | 3      |

| Ronde      | Plaats     | Land  | Score      | Land |
| ---------- | ---------- | ----- | ---------- | ---- |
| Groepsfase |            |       |            |      |
| Helsinki   | Argentinië | 85-59 | Filipijnen |      |
| Helsinki   | Brazilië   | 71-52 | Filipijnen |      |
| Helsinki   | Filipijnen | 81-65 | Canada     |      |

### Boksen
| Olympiër           | Discipline  | Resultaat | Prestatie                                                                  |
| ------------------ | ----------- | --------- | -------------------------------------------------------------------------- |
| Alfredo Asuncion   | -51kg (m)   | 9e        | 1ste ronde: W van BIR Thompson: knock-out 2de ronde: V van RSA Toweel: 1-2 |
| Alejandro Ortuoste | -54kg (m)   | 9e        | 1ste ronde: vrij 2de ronde: V van IRL McNally: 0-3                         |
| Benjamin Enriquez  | -60kg (m)   | 17e       | 1ste ronde: V van POL Antkiewicz: 0-3                                      |
| Ernesto Porto      | -63,5kg (m) | 17e       | 1ste ronde: V van ITA Visintin: knock-out                                  |
| Vicente Tuñacao    | -67kg (m)   | 17e       | 1ste ronde: V van MEX Davalos: knock-out                                   |

### Gewichtheffen
| Olympiër            | Discipline | Resultaat | Prestatie                                                                                    |
| ------------------- | ---------- | --------- | -------------------------------------------------------------------------------------------- |
| Pedro Landero       | -56kg (m)  | 6e        | drukken: 2de met 90kg trekken: 6de met 87,5kg stoten: 5de met 115kg totaal: 292,5kg          |
| Rodrigo del Rosario | -60kg (m)  | 4e        | drukken: 1ste met 105kg (WR) trekken: 11de met 92,5kg stoten: 8ste met 120kg totaal: 317,5kg |

### Schietsport
| Olympiër     | Discipline              | Resultaat | Prestatie  |
| ------------ | ----------------------- | --------- | ---------- |
| Martin Gison | 50m geweer liggend (m)  | 13e       | 397 punten |
| César Jayme  | 50m geweer liggend (m)  | 15e       | 397 punten |
| Félix Cortes | 50m pistool (m)         | 22e       | 521 punten |
| Martin Gison | 50m pistool (m)         | 32e       | 515 punten |
| Félix Cortes | 25m snelvuurpistool (m) | 45e       | 537 punten |
| Martin Gison | 25m snelvuurpistool (m) | 36e       | 550 punten |

### Worstelen
| Olympiër              | Discipline  | Resultaat   | Prestatie                                                  |
| Vrije stijl           | Vrije stijl | Vrije stijl | Vrije stijl                                                |
| --------------------- | ----------- | ----------- | ---------------------------------------------------------- |
| Gonzalo Monte-Manibog | -62kg (m)   | 16e         | 1ste ronde: V van SWE Holmberg 2de ronde: V van FRA Bielle |

### Zwemmen
| Olympiër         | Discipline           | Resultaat | Prestatie               |
| ---------------- | -------------------- | --------- | ----------------------- |
| Sambiao Basanung | 1500m vrije slag (m) | 30e       | serie 1: 7de in 20.58,6 |

Argentinië · Australië · Bahama's · België · Bermuda · Birma · Brazilië · Brits-Guiana · Bulgarije · Canada · Ceylon · Chili · China · Cuba · Denemarken · Duitsland · Egypte · Filipijnen · Finland · Frankrijk · Goudkust · Griekenland · Groot-Brittannië · Guatemala · Hongarije · Hongkong · Ierland · IJsland · India · Indonesië · Iran · Israël · Italië · Jamaica · Japan · Joegoslavië · Libanon · Liechtenstein · Luxemburg · Mexico · Monaco · Nederland · Nederlandse Antillen · Nieuw-Zeeland · Nigeria · Noorwegen · Oostenrijk · Pakistan · Panama · Polen · Portugal · Puerto Rico · Roemenië · Saarland · Singapore ·  Sovjet-Unie · Spanje · Thailand · Trinidad en Tobago · Tsjecho-Slowakije · Turkije · Uruguay · Venezuela · Verenigde Staten · Vietnam · Zuid-Afrika · Zuid-Korea · Zweden · Zwitserland